# Amyema quandang
Amyema quandang là một loài thực vật có hoa trong họ Loranthaceae. Loài này được (Lindl.) Tiegh. mô tả khoa học đầu tiên năm 1894.